# Третьяковская (деревня)
Третьяковская — деревня в Бабаевском районе Вологодской области.
Входит в состав Борисовского сельского поселения (с 1 января 2006 года по 13 апреля 2009 года входила в Новолукинское сельское поселение), с точки зрения административно-территориального деления — в Новолукинский сельсовет.
Расположена на левом берегу реки Суда. Расстояние до районного центра Бабаево по автодороге — 76 км, до центра муниципального образования села Борисово-Судское  по прямой — 6 км. Ближайшие населённые пункты — Афанасьевская, Папино, Сумароково.
По переписи 2002 года население — 41 человек (22 мужчины, 19 женщин). Всё население — русские.